# Markus Beyer

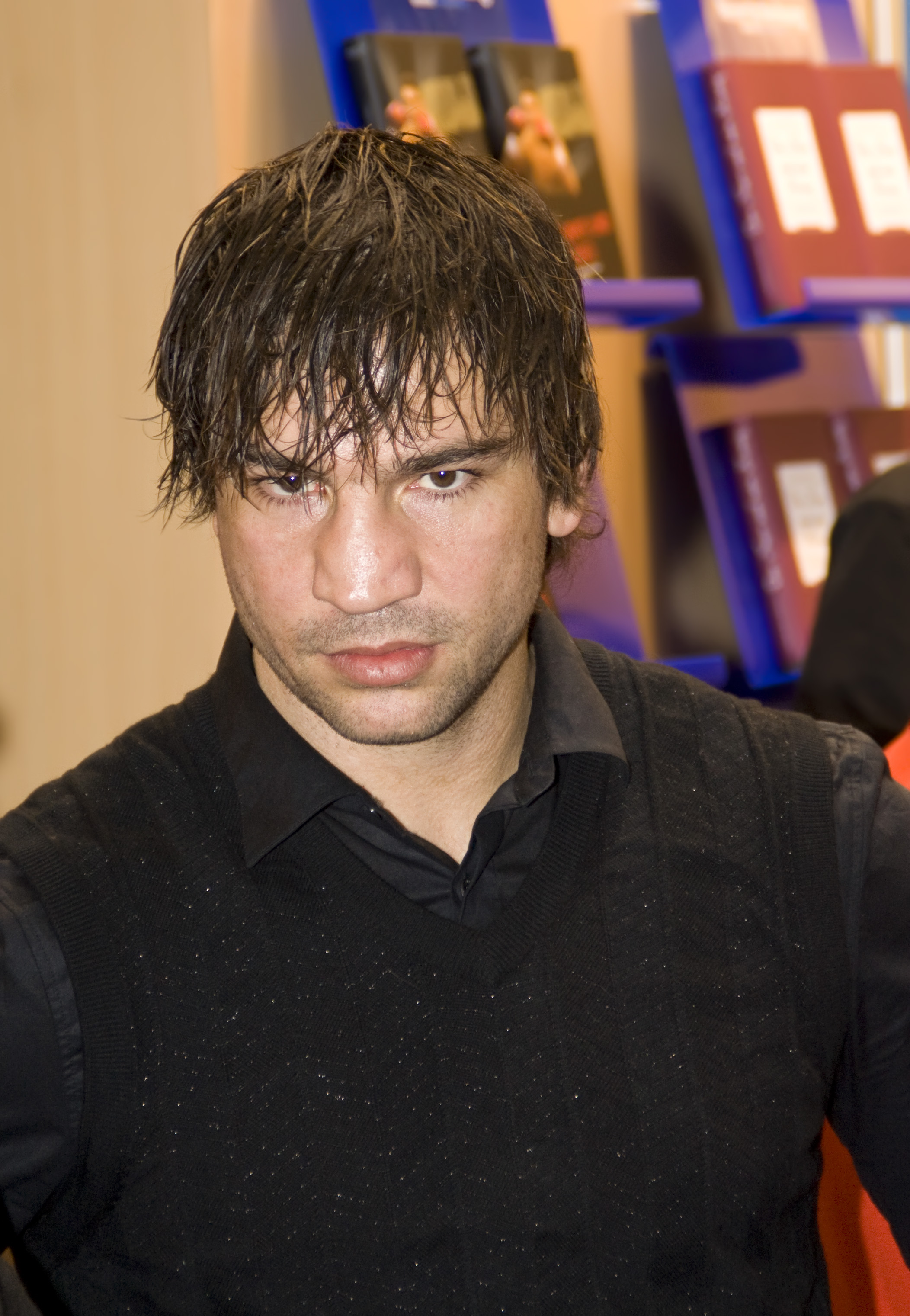
Markus Beyer auf der Leipziger Buchmesse 2009

Markus Beyer (* 28. April 1971 in Erlabrunn; † 3. Dezember 2018 in Berlin) war ein deutscher Profiboxer und dreifacher WBC-Weltmeister im Supermittelgewicht.
Bei den Amateuren war er unter anderem Teilnehmer der Olympischen Sommerspiele 1992 in Barcelona und 1996 in Atlanta.

## Amateurkarriere
Markus Beyer wurde von seinem Vater Siegfried Beyer zum Boxen gebracht und begann sein Training bei Wismut Schwarzenberg, wo er im Alter von acht Jahren seinen ersten Kampf bestritt. Mit 13 Jahren wechselte er zum Club Wismut Gera, wo er erstmals in Kontakt mit seinem späteren Trainer Ulli Wegner kam. Nach der Wiedervereinigung boxte er auch für die Hauptstadtclubs Berliner TSC und Spandauer BC.
In seiner langjährigen Amateurkarriere gewann der aus dem Erzgebirge stammende Rechtsausleger Beyer 235 von 274 Kämpfen. Er gewann mehrere DDR-Nachwuchstitel und 1988 Gold im Fliegengewicht bei der Junioren-Europameisterschaft in Danzig. Im selben Jahr wurde er im Alter von 17 Jahren mit einem Finalsieg gegen Diego Drumm auch DDR-Meister bei den Erwachsenen im Federgewicht. 1989 gewann er noch die Silbermedaille im Federgewicht bei der Junioren-Weltmeisterschaft in Bayamón.
1992 gewann er das Ahmet Cömert Tournament in Istanbul und wurde 1993 sowie 1995 jeweils Deutscher Meister im Halbmittelgewicht. 1995 gewann er auch den Chemiepokal in Halle (Saale).
Bei den Olympischen Spielen 1992 in Barcelona siegte er gegen Sililo Figota, unterlag jedoch im Achtelfinale gegen den späteren Goldmedaillengewinner Juan Carlos Lemus. Bei der Weltmeisterschaft 1993 in Tampere schied er im Achtelfinale gegen Francisc Vaștag aus. Diesem unterlag er auch im Halbfinale bei der Weltmeisterschaft 1995 in Berlin und erreichte damit einen dritten Platz im Halbmittelgewicht. 1996 verlor er im Finale der EM in Vejle erneut gegen Vaștag und wurde Vize-Europameister im Halbmittelgewicht.
Bei den Olympischen Spielen 1996 in Atlanta besiegte er diesmal in der Vorrunde Francisc Vaștag, sowie im Achtelfinale György Mizsei, ehe er im Viertelfinale gegen Jermachan Ybrajymow ausschied.

## Profikarriere
Beyer wurde nach den Olympischen Spielen 1996 Profiboxer beim Berliner Promoter Sauerland Event und wurde weiterhin von Ulli Wegner betreut. Sein Debüt gewann er am 23. November 1996 in der Olympiahalle München.
Nach 16 Siegen in Folge konnte er am 23. Oktober 1999 im britischen Telford um die WBC-Weltmeisterschaft im Supermittelgewicht antreten und besiegte den britischen Titelträger Richie Woodhall, den er im Laufe des Kampfes dreimal niederschlagen konnte, einstimmig nach Punkten. Er wurde damit nach Max Schmeling und Ralf Rocchigiani der erst dritte deutsche Profiboxer, der einen anerkannten WM-Titel im Ausland gewinnen konnte.
Nach einer Titelverteidigung im Januar 2000 in Riesa durch KO in der siebenten Runde gegen den Schweden Leif Keiski, verlor er den WBC-Gürtel am 6. Mai 2000 in der Ballsporthalle Frankfurt am Main durch TKO in der zwölften Runde an den Briten Glenn Catley, der von der WBC auf Platz 1 der Herausforderer geführt worden war. Der nach Punkten ausgeglichen geführte Kampf hatte in der letzten Runde eine dramatische Wende genommen, als Beyer einen Niederschlag erlitt und im Anschluss, nach weiteren schweren Treffern, vom Ringrichter aus dem Kampf genommen wurde.
Durch acht folgende Siege empfahl er sich jedoch erneut für einen WBC-Weltmeisterschaftskampf gegen den Titelträger Éric Lucas und besiegte den Kanadier am 5. April 2003 in der Arena Leipzig durch geteilte Punktentscheidung. Aufgrund des umstrittenen Urteils, einer der offiziellen Punktrichter und auch einige Sportreporter, sowie der in Kanada übertragende Fernsehsender TVA (Kanada), hatten Lucas als Sieger auf ihren Zetteln, wurde von der WBC ein Rückkampf angeordnet, jedoch mit der Möglichkeit, dass Beyer vorher noch eine freiwillige Titelverteidigung gegen den Australier Danny Green bestreitet. Auch der Kampf gegen Green endete am 16. August 2003 am Nürburgring kontrovers; Beyer wurde in der ersten und zweiten Runde zu Boden geschlagen, jedoch auch von unbeabsichtigten Kopfstößen des Australiers getroffen. Nach einem erneuten Kopfstoß in der fünften Runde wurde der Kampf unterbrochen und nach Rücksprache mit dem Ringarzt beendet. Nachdem Green zuerst mit Punktabzug bestraft worden war und auch eine technische Entscheidung, also ein Auswerten der Punktezettel im Raum stand, auf denen Green einstimmig in Führung lag, wurde dieser jedoch nach längerer Diskussion der Offiziellen im Ring schließlich disqualifiziert, wodurch Beyer den Titel behalten konnte.
Aufgrund der Verletzungspause kam auch der Rückkampf mit Éric Lucas nicht zustande, stattdessen wurde von der WBC ein Kampf um die Interimsweltmeisterschaft des Verbandes zwischen dem Kanadier und Danny Green verordnet. In diesem Duell konnte sich im Dezember 2003 Green durchsetzen und dadurch erneut Pflichtherausforderer werden. Beyer verteidigte seinen Gürtel jedoch zunächst im Februar 2004 in Dresden einstimmig gegen den international unbekannten Südafrikaner Andre Thysse, wirkte jedoch laut anwesenden Boxsportkollegen wenig variabel und unkonzentriert. Beyer selbst hatte nach dem Kampf angegeben, unzufrieden mit seiner Leistung gewesen zu sein.
In seiner nächsten Titelverteidigung am 5. Juni 2004 in Chemnitz verlor er dann durch geteilte Punktentscheidung gegen den Italiener Cristian Sanavia, gewann jedoch den direkten Rückkampf am 9. Oktober 2004 in der Messe Erfurt, nach Punkten im Rückstand, durch KO in der sechsten Runde und wurde damit zum bereits dritten Mal WBC-Weltmeister.
Seinen nächsten Kampf, eine freiwillige Titelverteidigung, bestritt er am 18. Dezember 2004 in der Oberfrankenhalle in Bayreuth gegen den 38-jährigen Japaner Yoshinori Nishizawa, ging zwar in der zweiten Runde zu Boden, siegte jedoch nach den vollen zwölf Runden einstimmig nach Punkten. Seine Pflichttitelverteidigung gegen Danny Green folgte am 12. März 2005 in Zwickau; er gewann den Kampf, trotz eines Niederschlages in der zwölften Runde, durch Mehrheitsentscheidung nach Punkten. Der Sieg von Beyer wurde jedoch diesmal auch von seinem Gegner Green und dessen Trainer Jeff Fenech anerkannt.
Im September 2005 siegte er in Berlin einstimmig gegen den US-amerikanischen WBC-Rang 8-Herausforderer Omar Sheika und im Januar 2006 in Berlin durch TKO in der zwölften Runde gegen den bis dahin ungeschlagenen Italiener Alberto Colajanni. Am 13. Mai 2006 boxte er in Zwickau gegen Sakio Bika. Der Kampf endete aufgrund einer Cutverletzung am rechten Auge von Beyer, entstanden durch einen unbeabsichtigten Zusammenprall mit den Köpfen, durch eine technische Entscheidung mit einem Unentschieden in der vierten Runde. Bis zum Kampfabbruch hatte Bika nach Punkten in Führung gelegen.
Am 14. Oktober 2006 bestritt er in Kopenhagen seine inzwischen sechste Titelverteidigung gegen den dänischen WBA-Weltmeister Mikkel Kessler, war jedoch klar unterlegen und verlor durch KO in der dritten Runde. Im Anschluss wurden Rücktrittsgerüchte um den mittlerweile 35-jährigen Beyer laut. Nach dieser Niederlage trennte er sich zudem 2007 von seinem Promoter Sauerland und wechselte zum Hamburger Boxstall Arena Box-Promotion.
Er bestritt im Anschluss nur noch einen Kampf, den er am 14. März 2008 in München nach Punkten gegen den Deutsch-Russen Murad Machmudow gewann.

## Privates

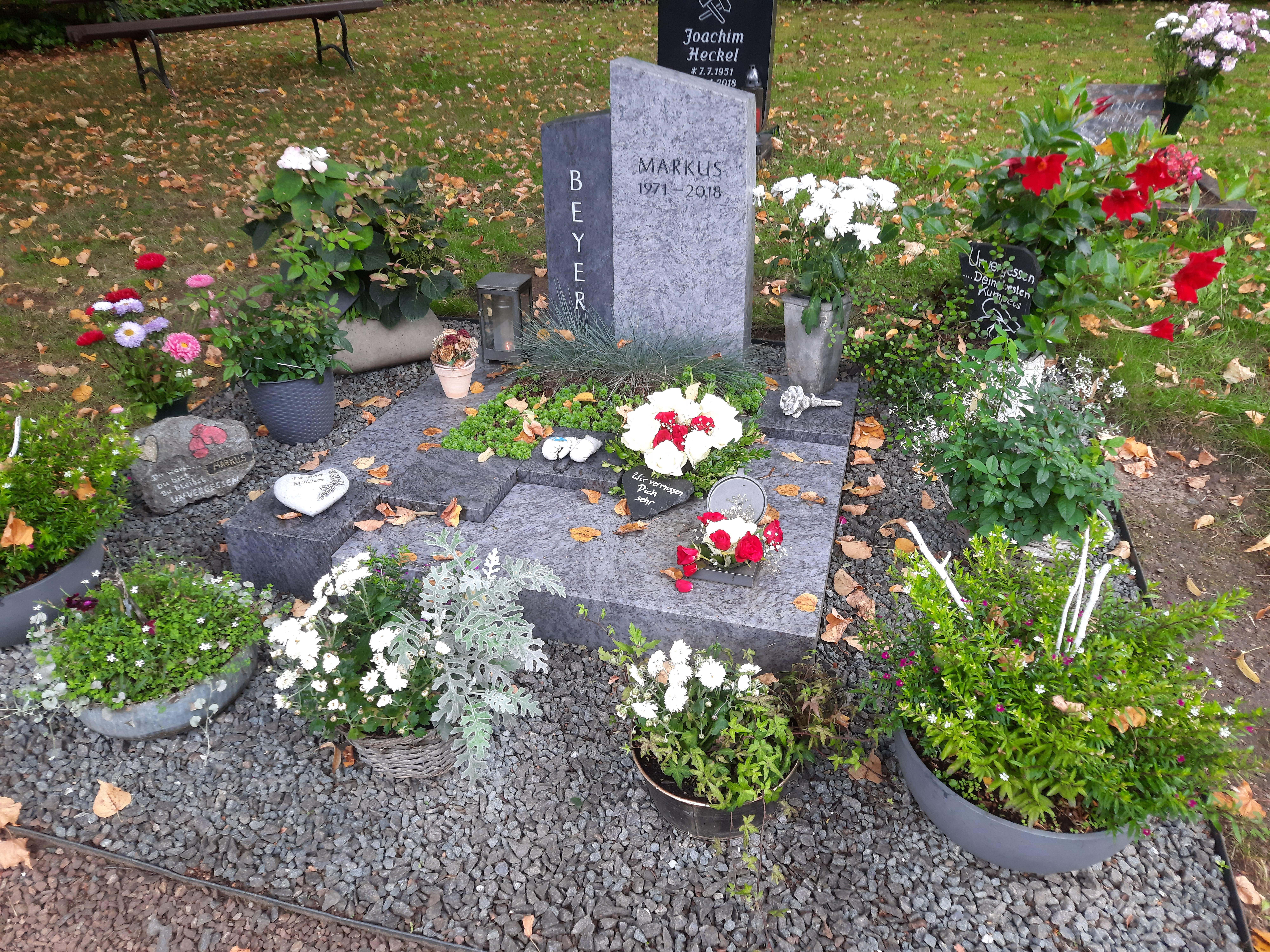
Grab auf dem Zentralfriedhof Schwarzenberg (2023)

Beyer war von 2008 bis 2010 mit Daniela Haak, Mitglied der Eurodance-Formation Mr. President, verheiratet und lebte mit ihr in Lilienthal bei Bremen. Nach der Trennung zog er zurück nach Schwarzenberg.
Nach kurzer und schwerer Krankheit starb Markus Beyer am 3. Dezember 2018 mit 47 Jahren in einem Berliner Krankenhaus. Nach unbestätigten Angaben hatte er an Nierenkrebs gelitten. Er wurde auf dem Zentralfriedhof Schwarzenberg beerdigt.

## Liste der Profikämpfe
| Jahr | Tag          | Ort                                                   | Gegner/Kampfziel                                           | Ergebnis für Beyer        |
| ---- | ------------ | ----------------------------------------------------- | ---------------------------------------------------------- | ------------------------- |
| 1996 | 23. November | Olympiahalle, München, Deutschland                    | Eric Davis                                                 | Sieg/TKO 6. Runde         |
| 1996 | 7. Dezember  | Wien, Österreich                                      | Harold Roberts                                             | Sieg/TKO 2. Runde         |
| 1997 | 15. Februar  | Kurhalle Oberlaa, Wien, Österreich                    | Andrew Flute                                               | Punktsieg/6 Runden        |
| 1997 | 13. April    | Köln, Deutschland                                     | Isidore Janvier                                            | Sieg/TKO 5. Runde         |
| 1997 | 26. April    | Leipzig, Deutschland                                  | Juri Filipko                                               | Punktsieg/6 Runden        |
| 1997 | 1. Juni      | Riesa, Deutschland                                    | Paul Busby                                                 | Punktsieg/8 Runden        |
| 1997 | 22. Juni     | Köln, Deutschland                                     | Danny Thomas                                               | Punktsieg/6 Runden        |
| 1997 | 12. Juli     | Olympia, London, Großbritannien                       | Simon Andrews                                              | Sieg/TKO 5. Runde         |
| 1997 | 5. Oktober   | Gera, Deutschland                                     | Terry Ford                                                 | Sieg/KO 4. Runde          |
| 1997 | 2. November  | Halle (Saale), Deutschland                            | Kevin Pompey                                               | Punktsieg/8 Runden        |
| 1998 | 11. Januar   | SachsenARENA, Riesa, Deutschland                      | Alexander Boy Deutsche Meisterschaft                       | Sieg/KO 7. Runde          |
| 1998 | 18. April    | Duisburg, Deutschland                                 | Juri Jepifanzew                                            | Sieg/TKO 7. Runde         |
| 1998 | 5. Dezember  | Köln, Deutschland                                     | Robert Koon                                                | Punktsieg/8 Runden        |
| 1999 | 27. Februar  | Max-Schmeling-Halle, Berlin, Deutschland              | Rene-Claude Dutard                                         | Punktsieg/8 Runden        |
| 1999 | 8. Mai       | Philipshalle, Düsseldorf, Deutschland                 | Octavian Stoica                                            | Punktsieg/8 Runden        |
| 1999 | 6. Juni      | Ballsporthalle, Frankfurt am Main, Deutschland        | Juan Carlos Viloria                                        | Punktsieg/12 Runden       |
| 1999 | 23. Oktober  | Ice Rink, Telford, Großbritannien                     | Richie Woodhall WBC-Weltmeisterschaft                      | Punktsieg/12 Runden       |
| 2000 | 29. Januar   | SachsenARENA, Riesa, Deutschland                      | Leif Keiski WBC-Titelverteidigung                          | Sieg/KO 7. Runde          |
| 2000 | 6. Mai       | Ballsporthalle, Frankfurt am Main, Deutschland        | Glenn Catley WBC-Titelverteidigung                         | Niederlage/TKO 12. Runde  |
| 2000 | 16. Dezember | Europahalle, Karlsruhe, Deutschland                   | Ahmet Dine                                                 | Punktsieg/8 Runden        |
| 2001 | 27. Januar   | SachsenARENA, Riesa, Deutschland                      | Lloyd Bryan                                                | Punktsieg/10 Runden       |
| 2001 | 21. April    | Messehalle, Erfurt, Deutschland                       | Manuel López                                               | Sieg/KO 7. Runde          |
| 2001 | 1. September | Bördelandhalle, Magdeburg, Deutschland                | Glenn Odem                                                 | Punktsieg/8 Runden        |
| 2001 | 6. Oktober   | Eisstadion, Köln, Deutschland                         | Shannon Landberg                                           | Punktsieg/10 Runden       |
| 2002 | 3. März      | Brandenburg-Halle, Frankfurt (Oder), Deutschland      | Anton Robinson                                             | Sieg/TKO 7. Runde         |
| 2002 | 27. April    | SachsenARENA, Riesa, Deutschland                      | Vincenzo Imparato                                          | Punktsieg/12 Runden       |
| 2002 | 24. August   | Arena Leipzig, Leipzig, Deutschland                   | Roni Martínez                                              | Sieg/TKO 4. Runde         |
| 2003 | 5. April     | Arena Leipzig, Leipzig, Deutschland                   | Éric Lucas WBC-Weltmeisterschaft                           | Punktsieg/12 Runden       |
| 2003 | 16. August   | Nürburgring, Nürburg, Deutschland                     | Danny Green WBC-Titelverteidigung                          | Sieg/DQ 5. Runde          |
| 2004 | 28. Februar  | Mehrzweckhalle, Dresden, Deutschland                  | Andre Thysse WBC-Titelverteidigung                         | Punktsieg/12 Runden       |
| 2004 | 5. Juni      | Chemnitz Arena, Chemnitz, Deutschland                 | Cristian Sanavia WBC-Titelverteidigung                     | Punktniederlage/12 Runden |
| 2004 | 9. Oktober   | Messehalle, Erfurt, Deutschland                       | Cristian Sanavia WBC-Weltmeisterschaft                     | Sieg/KO 6. Runde          |
| 2004 | 18. Dezember | Oberfrankenhalle, Bayreuth, Deutschland               | Yoshinori Nishizawa WBC-Titelverteidigung                  | Punktsieg/12 Runden       |
| 2005 | 12. März     | Stadthalle, Zwickau, Deutschland                      | Danny Green WBC-Titelverteidigung                          | Punktsieg/12 Runden       |
| 2005 | 3. September | Internationales Congress Centrum, Berlin, Deutschland | Omar Sheika WBC-Titelverteidigung                          | Punktsieg/12 Runden       |
| 2006 | 28. Januar   | Tempodrom, Berlin, Deutschland                        | Alberto Colajanni WBC-Titelverteidigung                    | Sieg/TKO 12. Runde        |
| 2006 | 13. Mai      | Stadthalle, Zwickau, Deutschland                      | Sakio Bika WBC-Titelverteidigung                           | Unentschieden/TD 4. Runde |
| 2006 | 14. Oktober  | Parken, Kopenhagen, Dänemark                          | Mikkel Kessler WBC-Titelverteidigung WBA-Weltmeisterschaft | Niederlage/KO 3. Runde    |
| 2008 | 14. März     | Zenith, München, Deutschland                          | Murad Machmudow                                            | Punktsieg/8 Runden        |

## Sonstiges
- 2005 gründete Markus Beyer die Promotionsagentur 12Rounds, die unter anderem Profiboxer wie Danilo Häußler, Richel Hersisia und Alexander Sipos betreute. Ende 2009 verließ er die Firma.
- Ab 2015 war Beyer als Experte für die MDR-Fernsehsendung Sport im Osten im Einsatz.
- In der VOX-Show Ewige Helden erreichte Beyer 2016 den fünften Platz.